# Schild-Verlag (München)
Der ehemalige Schild-Verlag mit Sitz in München wurde 1950 von Helmut Damerau und weiteren ehemaligen Funktionsträgern des NS-Staates gegründet. Die bekanntesten Publikationen des Verlages waren die Deutsche Soldaten-Zeitung (bis 1957 im Verlag) und das Deutsche Soldatenjahrbuch. In der frühen Bundesrepublik wurde der Verlag von Amerikanern und dem Presse- und Informationsamt der Bundesregierung aus wehrpolitischen Erwägungen finanziell gefördert. 2004 wurde das Verlagsprogramm vom Verlag VDM Heinz Nickel übernommen.
Die Journalisten Thomas Assheuer und Hans Sarkowicz rechnen den Schild-Verlag unter die Verlage, die sich auf „Memoiren von NS-Funktionären und Offizieren, mit wissenschaftlich verbrämter Rechtfertigungsliteratur und mit das ‚Dritte Reich‘ verherrlichenden oder zumindest verharmlosenden Bildbänden“ spezialisierten. Diese Verlage „wenden sich mit Publikationen, die den Zweiten Weltkrieg zum positiven Erlebnis stilisieren, vor allem an die Mitglieder der soldatischen Traditionsverbände und an die (oft jugendlichen) Leser der sogenannten ‚Landser‘-Hefte.“

## Verlagsgeschichte
Die Gründungsgruppe des Verlages waren ehemalige NS-Funktionsträger, die in einem Kriegsgefangenenlager in Garmisch-Partenkirchen interniert waren. Helmut Damerau, vormals NSDAP-Kreisleiter und Landrat von Preußisch-Holland (Ostpreußen) und enger Mitarbeiter von Erich Kochs gründete den Verlag 1950 zusammen mit Heinrich Detloff von Kalben (zweiter Hauptgesellschafter), vormals NSDAP-Landtagsabgeordneter. Dritter Miteigentümer war der Tischlermeister Leo Giess. Weiterhin beteiligt waren Joachim Ruoff, vormals Mitarbeiter des SS-Führungshauptamtes sowie im Hintergrund der ehemalige General der Waffen-SS Felix Steiner.
Eines der Ziele war die Herausgabe einer „Deutschen Soldaten-Zeitung“ (DSZ), die inhaltlich „antibolschewistisch“ ausgerichtet sein und eine „deutsche Verteidigungsbereitschaft“ fördern sollte. Hierfür fanden sich zunächst angeblich private deutsch-amerikanische Geldgeber, andere Autoren gehen von einer direkten Förderung der US-amerikanischen Verwaltung aus. Die DSZ war aggressiv antikommunistisch und antigewerkschaftlich ausgerichtet, die Autoren häufig Generäle, Offiziere oder Angehörige der Propagandakompanien, die die Schlachten und Feldzüge des Zweiten Weltkrieges verherrlichten, die Restauration der Leitbilder von Frontsoldaten betrieben und den militärischen Widerstand gegen Hitler als Vaterlandsverrat diffamierten. Die Auflage erreichte 30.000 Exemplare.
1953 brach die Finanzierung zusammen. Damerau schloss – um die Finanzlücke zu schließen – einen Fördervertrag mit dem Bundespresseamt, der ihm monatlich 11.000 DM einbrachte. Das Interesse des Bundespresseamtes war die Einflussnahme auf die Veteranen und Veteranenverbände im Rahmen der Wiederbewaffnung der Bundesrepublik. Die inhaltliche Einflussnahme des Bundespresseamtes auf die Zeitungsinhalte scheiterte, die Förderung wurde 1954 eingestellt. 1957 stoppte die Bundesregierung die Subvention, ihr war im Rahmen der Wiederbewaffnung die Blattlinie nicht bundeswehrfreundlich genug. Der Verlag klagte gegen die Einstellung der Subvention und unterlag vor Gericht. 1957 stellte die SPD-Fraktion eine Anfrage an die Bundesregierung, wie lange die Soldaten-Zeitung von der Bundespressestelle finanziell unterstützt wurde. Konrad Adenauer antwortete, dass antidemokratische und antisemitische Publikationen grundsätzlich nicht unterstützt würden.
In die Jahre der Subventionierung fällt die Herausgabe der Schild-Hefte – Kameraden im Kampf, eine kriegsverherrlichende Reihe von Groschenheften. Laut Verlagswerbung kündeten die Romane „von den Taten, die deutsche Soldaten an allen Fronten für ihr Vaterland vollbrachten.“ Für eine Reihe der Autoren lassen sich – wie auch bei den anderen Publikationen des Verlages – Aktivitäten für die NS- und/oder Wehrmachtpropaganda belegen.
Es folgten mehrere Übernahmeversuche, die die DSZ als zunächst auch wirtschaftlich bedeutendste Publikation betrafen. Die Bundesregierung versuchte Damerau mit einem Angebot zur Übernahme von Schulden zum Verkauf an den Kölner Verleger Stoph zu drängen, Damerau lehnte ab. Durch das Subventionsende geriet die Zeitschrift in wirtschaftliche Schwierigkeiten und wurde radikaler. Die Erscheinungsfrequenz wurde wegen finanzieller Schwierigkeiten auf 14-täglich und dann monatlich reduziert. 1957 verhandelte Georg von Waldburg zu Zeil und Trauchburg über eine Beteiligung oder Übernahme der DSZ, es kommt nicht zum Vertragsabschluss. Hans Kapfinger, in dessen Passauer Druckerei die DSZ gedruckt wurde, machte ebenso Übernahmeangebote.
1958 gründete Gerhard Frey die Deutsche Soldaten-Zeitungs-Verlags-GmbH, an der der Schild-Verlag eine Beteiligung behielt. Die DSZ wurde 1958 für 70.000 DM an diesen Verlag verkauft. Gemeinsame Besitzer waren Frey und Damerau. 1959 wurde Frey als Herausgeber und Chefredakteur im Impressum geführt. 1960 war Frey dann der Alleinbesitzer.
Die Verbindungen des Amt Blank (1950–1955) und des daraus entstandenen Bundesverteidigungsministerium zum frühen Schild-Verlag sind unklar. Neben der offiziellen Haltung, dass es sich bei der DSZ um ein „Blatt für Unbelehrbare und Gamaschenknöpfe“ handle, existierte eine zweite inoffizielle Haltung zumindest in Teilen des Ministeriums.
Ab 1991 wurde der Verlag von Dameraus Sohn Gunther und seiner Tochter Dagmar Urban weitergeführt. Letztlich übernahm 2004 der Verlag VDM Heinz Nickel das Verlagsprogramm des Schild-Verlages.

## Weitere Periodika
Außer durch die Frühphase der Deutschen-Soldatenzeitung und seine Buchproduktion sind Periodika des Verlages von Bedeutung. Neben „Soldat im Volk“ Organ des Verbands Deutscher Soldaten (siehe auch Irnfried von Wechmar) und der Marine-Zeitschrift „Leinen los!“ (1953 bis 1968) und das Deutsche Soldatenjahrbuch (1952 bis 2004).

### Soldat im Volk(1954–1955)
Von Mai 1954 bis Juni 1955 erschien Soldat im Volk als Organ des Verbandes Deutscher Soldaten e.V (VDS) im Schild-Verlag. Von 1953 bis 1957 war der amtierende Vorsitzende des VDS Gottfried Hansen. Hansen betrieb als Vorsitzender des VDS aktiv eine Verdrängungs- und Verharmlosungspolitik der Verbrechen der Zeit des Nationalsozialismus.

### Deutscher SoldatenkalenderundDeutsches Soldatenjahrbuch
Im Deutschen Soldatenkalender (1952–1963), fortan bis 2004 Deutsches Soldatenjahrbuch, schrieben verurteilte Kriegsverbrecher wie Alfred Jodl, Kurt Meyer, Georg von Küchler oder Erich Raeder, Rechtsextremisten und Geschichtsrevisionisten wie Emil Schlee, Lothar Greil, Georg Franz-Willing und Erich Kern sowie Militärschriftsteller, die in Bezug auf die NS-Zeit apologetische Tendenzen vertraten, wie Fritz von Forell, Werner Haupt und Franz Kurowski. Auch ehemalige NSDAP-Politiker wie Heinrich Detloff von Kalben, Reinhard Pozorny und weitere ehemalige NS-Militärs, „Kriegshelden“ und Vertreter von Veteranenverbänden verfassten Beiträge für das Soldatenjahrbuch.
Wilhelm von Gottberg bezeichnete im Nachruf auf Damerau für das Ostpreußenblatt und die Landsmannschaft Ostpreußen e. V. das Deutsche Soldatenjahrbuch als „ureigenstes und persönliches Lebenswerk von Helmut Damerau“.

## Buchproduktion, Autoren
Das Landgericht München verbot am 7. November 1962 das im Schild-Verlag erschienene Buch Israel – Traum und Wirklichkeit des Geschichtsrevisionisten Franz Josef Scheidl. Ein gerichtspsychiatrisches Gutachten im Rahmen eines österreichischen Verbotsverfahrens gegen ein kaum später im Selbstverlag erschienenes Buch desselben Autors Deutschland und die Juden stellte 1969 fest, dass Scheidl „von wahnähnlichen Ideen beherrscht und des Gebrauchs der Vernunft vollkommen beraubt“ gewesen sei.
1977 nahm der Schild-Verlag das Buch mit dem programmatischen Titel Marzabotto, Begriff eines infamen Weltbetruges von Lothar Greil in Kommission, dass das von Deutschen verübte Massaker von Marzabotto leugnet. Der Historiker Joachim Staron nennt Greils Veröffentlichung über Marzabotto, neben Publikationen von Werner Haupt der auch Beiträge zu Dameraus Soldatenjahrbuch beisteuerte und Rudolf Aschenauer als drittes Beispiel für die rechtsextreme Leugnung des Massakers. Lothar Greil veröffentlichte im Schild-Verlag auch über das von Deutschen verübte Malmedy-Massaker. Kurt Meyers Grenadiere erscheint seit 1957 in mehreren Auflagen ebenfalls im Schild-Verlag, Meyer ist ein wegen des Malmedy-Massakers verurteilter Kriegsverbrecher. Meyer und Greil waren Bundesgeschäftsführer der SS-Veteranenorganisation HIAG.
Zahlreiche Rechtsextremisten gehören ebenso zu den Autoren, etwa Erich Kern, wie Vertriebenenfunktionäre, etwa Horst-Günter Benkmann.
Anton Bossi Fedrigotti, vormals Mitglied von NSDAP und SA ist mit mehreren Büchern über Tirol vertreten. Mehrere Autoren gehören zur CSU, so der Vertriebenenfunktionär Fritz Wittmann: „Der Auftrag der Zukunft“ (1973), Josef Prentl „Flak-Kampfgruppe Prentl: ein Erlebnisbericht.“ (1978) oder der als Quelle des BND im SPD-Vorstand fungierende Helmut Bärwald: „Trojanische Kavallerie“ (1976).